# YAMAMORIラジオ!
YAMAMORIラジオ!!（ヤマモリ-）は、KBS京都ラジオで2003年4月から2005年3月まで毎週月曜日から木曜日の11：00 - 15：00に放送されていたラジオ番組。番組名はパーソナリティである同局アナウンサーの山崎弘士と森谷威夫にちなんでいる。

## 番組内容
- 今日のヤマダネ
- クイズYAMAMORIテンコモリ
- エンタメYAMAMORI今日の噂
- 女の出る幕

## 番組内のミニ番組
- 諸口あきらの今日の激辛